# Chaise Longue (nummer)
Chaise Longue is een nummer van het Britse duo Wet Leg. Leden Rhian Teasdale en Hester Chambers schreven het nummer samen met Joshua Mobaraki. Jon McCullen nam de productie voor zijn rekening. In juni 2021 werd het uitgebracht als leadsingle voor het debuutalbum Wet Leg.

## Achtergrond
Het nummer betekende de debuutsingle voor Wet Leg. Het idee voor de titel en de tekst komen van de chaise longue van de grootvader van gitarist Chambers. Hierop zat Teasdale toen ze de tekst begon te schrijven. Op deze bank sliep Teasdale als ze bij haar bandgenoot bleef slapen. De regel 'Is your muffin buttered? Would you like us to assign someone to butter your muffin?' is geïnspireerd door de film Mean Girls.

## Hitnoteringen en prijzen
Chaise Longue bereikte van de nationale hitlijsten alleen de UK Singles Chart, waar het de vierenzeventigste positie wist te halen. In de Nederlandse Top 40 stond het niet, maar het nummer bereikte wel de Verrukkelijke 15, waarin het drie weken genoteerd stond en de tiende plek haalde.
Bij de Grammy Awards van 2023 werd het nummer genomineerd voor Best Alternative Music Performance. Die prijs wist het vervolgens ook te winnen.